# マツダ・Cプラットフォーム
マツダ・Cプラットフォームとは、マツダのミドルクラスの自動車用プラットフォームの名称である。このプラットフォームを用いる車両のVINコードは、先頭がCから始まる。マツダ・Gプラットフォームの派生で、日本の5ナンバー、すなわち車幅1700mmという制約に対応するためのプラットフォームである。

## CA
CAは、ユーノス500専用のプラットフォームである。
- 1992-1995 マツダ・ユーノス500（セダン）
- 1992-1999 Xedos 6 (en)（セダン）

## CB
CBは、マツダ・ランティス専用のプラットフォームである。
- 1993-1997 マツダ・ランティス（セダン）
- 1993-1997 マツダ・ランティスクーペ（ハッチバック）
- 1993-1998 Mazda 323 F (en)（ハッチバック）
- 1993-1998 Mazda 323 Astina (en)（ハッチバック）

## CG
CGは、日本の3ナンバーに車幅を拡大した、マツダ・カペラ後継のマツダ・クロノスおよび姉妹車の日本での販売不調を受け、急遽5ナンバーのカペラを登場させるのに用いられたプラットフォームである。
- 1994-1996 マツダ・カペラ（セダン）
- 1994-1996 フォード・テルスターII（セダン）

## CP
CPは、マツダ・プレマシー用のプラットフォームである。
- 1999-2002 マツダ・プレマシー（ミニバン）
- 1999-2002 フォード・イクシオン（ミニバン）